# Locke (film)
Locke – amerykańsko-brytyjski dramat z 2013 roku w reżyserii i według scenariusza Stevena Knighta.

## Fabuła
Ivan Locke (Tom Hardy) po jednym telefonie porzuca pracę na budowie w Birmingham i jedzie do Londynu, gdzie będzie musiał podjąć decyzje, które zaważą na jego dalszym życiu. Po drodze, jadąc samochodem, wykonuje kilkanaście połączeń przez komórkę, rozmawia m.in. z żoną, synami, szefem i kolegami z pracy, mając jednocześnie wyimaginowane rozmowy ze swoim zmarłym ojcem.

## Obsada[1]
- Tom Hardy jako Ivan Locke
- Bill Milner jako Sean
- Alice Lowe jako siostra Margaret
- Lee Ross jako posterunkowy Devids
- Kirsty Dillon jako żona Garetha
- Silas Carson jako dr Gullu
- Tom Holland jako Eddie
- Ruth Wilson jako Katrina
- Ben Daniels jako Gareth
- Danny Webb jako Cassidy
- Olivia Colman jako Bethan
- Andrew Scott jako Donal

i inni.

## Nagrody i nominacje
- 2013
  - wygrana BIFA w kategorii: Najlepszy scenariusz Steven Knight
  - nominacja BIFA w kategorii: Najlepszy aktor Tom Hardy
  - nominacja BIFA w kategorii: Najlepsze osiągnięcie techniczne Justine Wright za montaż